# Стратиграфічна кореляція
Стратиграфічна кореляція (рос. стратиграфическая корреляция, англ. correlation of strata; нім. Schichtparallelisierung f, Korrelation f der Schichten) – порівняння просторово розрізнених одновікових шарів або товщ осадових і вулканічних гірських порід різних районів з прив’язкою їх до підрозділів стратиграфічної шкали. Мета С.к. – визначення одночасності утворення відкладів у розрізах, які зіставляють. Здійснюється за допомогою палеонтологічного, радіометричного, палеокліматичного, історико-геологічного та інш. методів.